# John Foster Bass

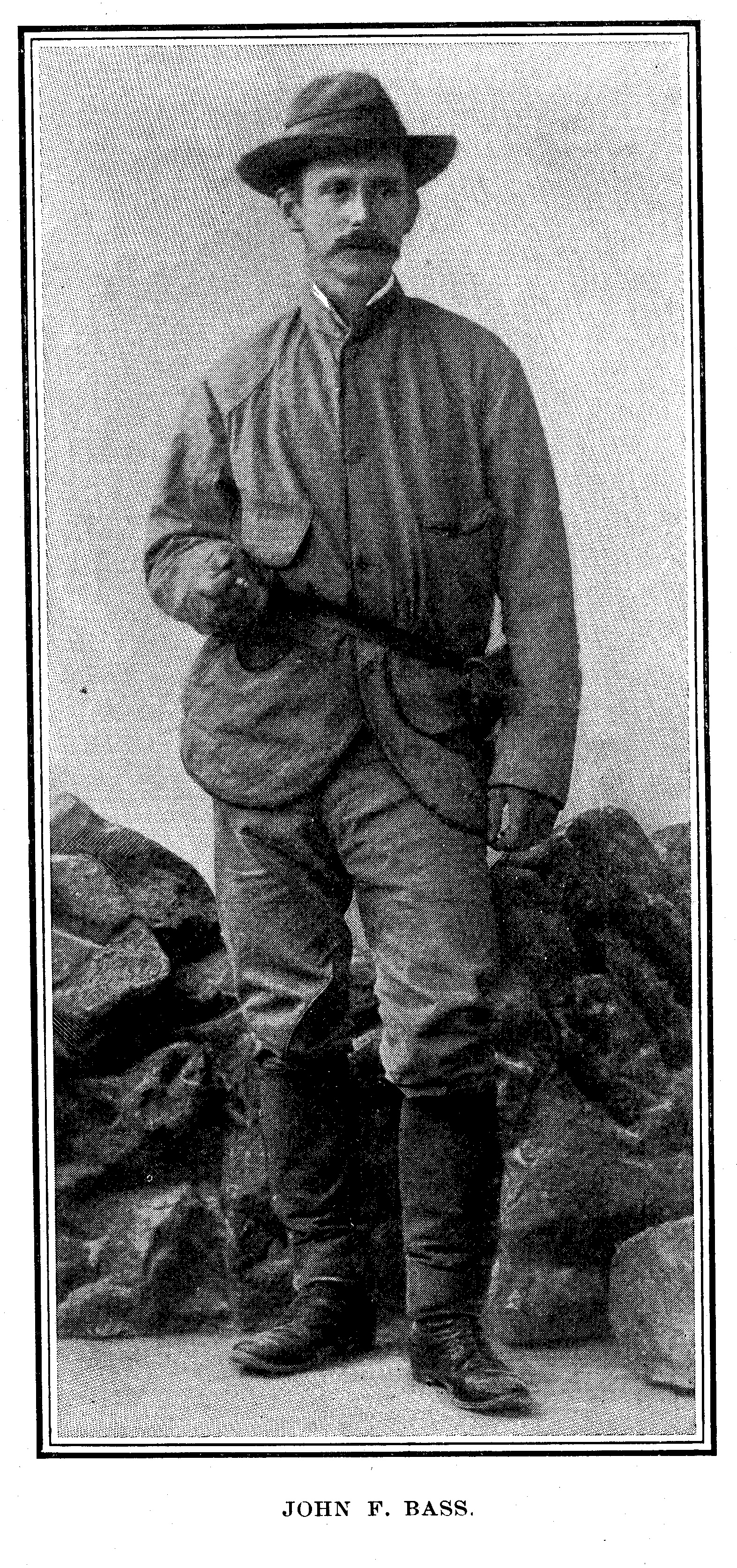
Porträt John Foster Bass, aus: Haper’s New Monthly Magazin, Band 98, 1898/1899, S. 948

John Foster Bass (geb. 8. Mai 1866 in Chicago, Illinois; gest. 16. April 1931 in Tucson, Arizona) war ein US-amerikanischer Journalist im Bereich der Kriegsberichterstattung. In späteren Jahren war Bass auch in der Lokalpolitik Chicagos und als Naturschützer aktiv.

## Lebensweg

### Jugend und Ausbildung

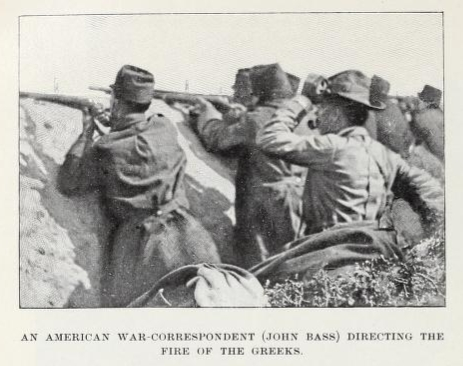
„Ein amerikanischer Kriegskorrespondent (John Bass) leitet das Feuer der Griechen“

John Foster Bass war der älteste Sohn des District Attorney Perkins Bass Sr. und dessen Frau Clara, geb. Foster. Sein jüngerer Bruder, Robert P. Bass (1873–1960), war ein US-amerikanischer Politiker und – von 1911 bis 1913 – Gouverneur des US-Bundesstaates New Hampshire, seine ältere Schwester war die Kunstsammlerin Gertrude Bass Warner (geb. 14. Mai 1863 in Chicago, gest. 29. Juli 1951 in Peterborough, New Hampshire). Die Familie war dank frühzeitiger Investitionen in Immobilien in Chicago wohlhabend.
John F. Bass besuchte die Phillips Exeter Academy in New Hampshire, die er 1886 abschloss. 1891 beendete er sein Studium an der Harvard University, 1893 schloss er die Harvard Law School ab, und 1894 wurde er als Rechtsanwalt in New York zugelassen. Schon im selben Jahr, also 1894, war John F. Bass als einziger US-amerikanischer Reporter in Ägypten und dem Sudan und berichtete von dort für den Chicago Record vom Mahdi-Aufstand (1881–1899).
Im Jahr 1895 heiratete er Abigail Bailey aus Cambridge. Das Paar hatte einen Sohn, John Bass Jr.

### Einsatz im Türkisch-Griechischen Krieg
Schon kurz darauf wechselte John F. Bass vom Rechtsanwalts- in den Journalistenberuf und ging 1896 nach Ägypten, um dort für die New York Times und für die Chicago Daily News über die Feldzüge des britischen Offiziers Herbert Kitchener, 1. Earl Kitchener zu berichten.
Im Vorfeld des Türkisch-Griechischen Krieges von 1896/97 war Bass einige Monate lang auf Kreta, wohin er eine Gruppe griechischer Freiwilliger begleitete, die den Kampf der Kreter gegen die Osmanen unterstützen wollten.
Im Jahr 1896 durchquerte Bass inkognito Kleinasien, während dort (von 1894 bis 1896) Osmanen Massaker an Armeniern verübten.
Im folgenden Jahr, also 1897, schloss Bass sich im Türkisch-Griechischen Krieg (3. Februar bis 4. Dezember 1897) erneut kretischen Aufständischen an. Er arbeitete als Auslandskorrespondent für die London Daily News und das New York Journal. Zusammen mit Richard Harding Davis (1864–1916) von der Zeitschrift Harper’s Magazine erlebte er in Thessalien die Schlachten von Velestino (27. bis 30. April und 5./6. Mai 1897) aus nächster Nähe aus den griechischen Schützengräben heraus mit.
Offenbar verstand sich John Foster Bass nicht als neutraler, unparteiischer Reporter, sondern griff auch selbst in das Geschehen ein: Er freundete sich mit dem griechischen Staatsmann Eleftherios Venizelos (geb. 23. August 1864, gest. 18. März 1936) an, unter dessen Ägide Kreta 1913 mit Griechenland vereint wurde. Als eine internationale Flotte 1896 die kretischen Festungen beschoss, wählten die Rebellen Bass dazu aus, für sie mit den Alliierten zu verhandeln. In einem Gefecht im Rahmen der Schlachten von Velestino zwischen Griechen und Osmanen auf Kreta leitete Bass das Gewehrfeuer der griechischen Infanteristen.

### Weitere Einsätze
Im Jahr 1898 kehrte Bass zunächst nach Amerika zurück. John F. Bass berichtete aus dem Spanisch-Amerikanischen Krieg (23. April bis 12. August 1898) für die New York Evening Post aus Kuba und aus Puerto Rico.
1899 berichtete Bass für Harper’s Weekly und den New York Herald aus dem Philippinisch-Amerikanischen Krieg (4. Februar 1899 bis 4. Juli 1902). Im Februar 1899 wurde er in einem der Gefechte vor Manila verwundet. Einige von Bass aufgenommene Fotografien aus dem Philippinisch-Amerikanischen Krieg wurden in Harper’s pictorial history of the war with Spain – The Military Expedition to the Philippines veröffentlicht.
Im Herbst 1899 schickte ihn der New York Herald nach Japan, Korea und China; Bass war bereits auf dem Rückweg von dieser Ostasien-Reise, als in China der Boxeraufstand (18. Oktober 1899 bis 7. September 1901) ausbrach und der Herald ihn zurück nach China beorderte. Im Jahr 1900 begleitete er die Militärexpedition der Alliierten gegen die Boxer in Peking, über die er für den New York Herald berichtete. Den Fall Pekings und den Entsatz der von Chinesen belagerten ausländischen Botschaften konnte er vermelden, vierundzwanzig Stunden bevor die US-Regierung in Washington davon erfuhr.
Im Jahr 1901 verließ John Foster Bass die Philippinen und ging nach St. Petersburg, wo er für die Chicago Daily News arbeitete.
1903 reiste er als Beauftragter des New York Herald auf Ersuchen des türkischen Sultans Abdülhamid II. (1842–1918) in das Osmanische Reich, um das Verhalten der türkischen Truppen bei der Niederschlagung des bulgarischen Aufstandes zu untersuchen.
Im selben Jahr wurde Bass zum Fellow der Royal Geographical Society of London gewählt.
Ab 1904 war John F. Bass in Chicago in der Finanzbranche tätig. In diesem Jahr trafen er und seine Frau Abigail den Kriegskorrespondenten Richard Harding Davis in Tokio wieder, den Bass in Griechenland kennengelernt hatte. Während des Russisch-Japanischen Krieges (8. Februar 1904 bis 5. September 1905) leitete Bass die Kriegsberichterstattung der Daily News. 1904 nahm Bass im Russisch-Japanischen Krieg an dem Feldzug mit dem japanischen General Kuroki Tamemoto vom Yalu-Fluss nach Liaoyang teil und war in der Schlacht von Liaoyang elf Tage lang mit der Artillerie der japanischen Kaiserlichen Garde im Feld. Bass wurde Zeuge der letzten Gefechte des Russisch-Japanischen Krieges, einschließlich der russischen Kapitulation in Port Arthur am 2. Januar 1905.
Seine Schwester, die spätere Kunstsammlerin Gertrude Bass Warner, begleitete John F. Bass im Jahr 1904 auf seiner Reise an die Kriegsschauplätze und Schlachtfelder des Russisch-Japanischen Krieges. Auf diese Weise kam sie erstmals mit der Kunst und Kultur Ostasiens in Berührung, die später ein bevorzugtes Sammelgebiet der Kunstsammlerin wurden. 1905 zog Gertrude Bass Warner aus Sicherheitsgründen nach Shanghai, wo sie im Shanghai International Settlement Quartier bezog und einen Bekannten ihres Bruders John kennenlernte, nämlich Murray Warner (1869–1920), wie John F. Bass Absolvent der Exeter Academy, den sie am 1. Oktober 1905 heiratete. Das Paar lebte bis 1909 in Shanghai.
Nach dem Russisch-Japanischen Krieg 1905 kehrte John Foster Bass nach St. Petersburg zurück und blieb dort bis 1915 wohnen. Er dürfte dort die Russische Revolution 1905 miterlebt haben, die bis ins Jahr 1907 andauerte und nicht zuletzt auch durch den von Russland verlorenen Krieg gegen Japan ausgelöst worden war.

### Engagement im Naturschutz und der Lokalpolitik

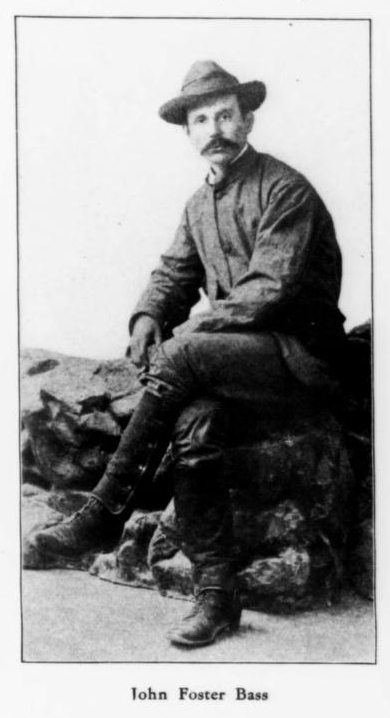
John Foster Bass, ca. 1908

Wie sein Bruder Robert war auch John F. Bass ein Naturschützer. Seit 1909 war John Foster Bass Vorsitzender des Exekutivrats der National Conservation Association und Schatzmeister dieser Naturschutz-Vereinigung. In der nationalen Waldschutzbewegung lernte er den Forstwissenschaftler Gifford Pinchot (1865–1946) näher kennen, wie auch Theodore Roosevelt (1858–1919), der von 1901 bis 1909 Präsident der Vereinigten Staaten war. John F. Bass war auch in der Lokalpolitik Chicagos aktiv, unter anderem in der 1893 gegründeten reformistischen Chicago Civic Federation.
John Foster Bass hatte im Jahr 1910 zeitweilig Kontakt mit dem reformorientierten Juristen Louis Brandeis (1856–1941), der von 1916 bis 1939 der erste jüdische Richter am Obersten Gerichtshof der Vereinigten Staaten war.

### Erster Weltkrieg und dessen Folgen
Während des Ersten Weltkriegs (1914–1918) berichtete er von der Einnahme Warschaus durch die Deutschen (5. August 1915) und wurde 1916 bei seiner Berichterstattung von der russischen Seite der Front verwundet. Nach seiner Genesung berichtete er über Feldzüge des Ersten Weltkriegs in Frankreich, Italien – wo er im Regierungsauftrag tätig war – und auf dem Balkan, und schließlich von der Pariser Friedenskonferenz 1919.
Im Jahr 1920 erschien John F. Bass’ Buch The Peace Tangle, 1921 sein gemeinsam mit Harold Glenn Moulton (1883–1965) verfasstes zweites Buch America and the Balance Sheet of Europe, beide befassen sich mit der wirtschaftlichen und politischen Lage Europas nach dem Ersten Weltkrieg, den amerikanischen Krediten für Europa, den deutschen Reparationszahlungen und verwandten Themen.
John Foster Bass starb am 16. April 1931 in Tucson, Arizona, im Alter von knapp 65 Jahren. Bestattet wurde er entweder auf dem Pine Hill Cemetery in Peterborough, New Hampshire oder auf dem Rosehill Cemetery in Chicago, Illinois. Vermutlich ist sein tatsächliches Grab in Chicago, während es in Peterborough nur eine Gedenkplatte für ihn gibt.

## Buchpublikationen
- „The peace tangle“, New York : Macmillan Company 1920
- mit Harold Glenn Moulton, „America and the balance sheet of Europe“, New York : The Roland Press Company 1921, 361 Seiten